# فراشة الجناح الزجاجي
غريتا اوتو، (بالإنجليزية: Greta oto)‏ فراشة من عائلة الحورائيات تتميز بأجنحة الشفافة التي تراوح بين 5.6 إلى 6.1 سم.
البالغين منها تحمل عددا من السلوكيات مثيرة للاهتمام، مثل الهجرات طويلة. وتتواجد في المكسيك وبنما وكولومبيا.